# 果餡卷

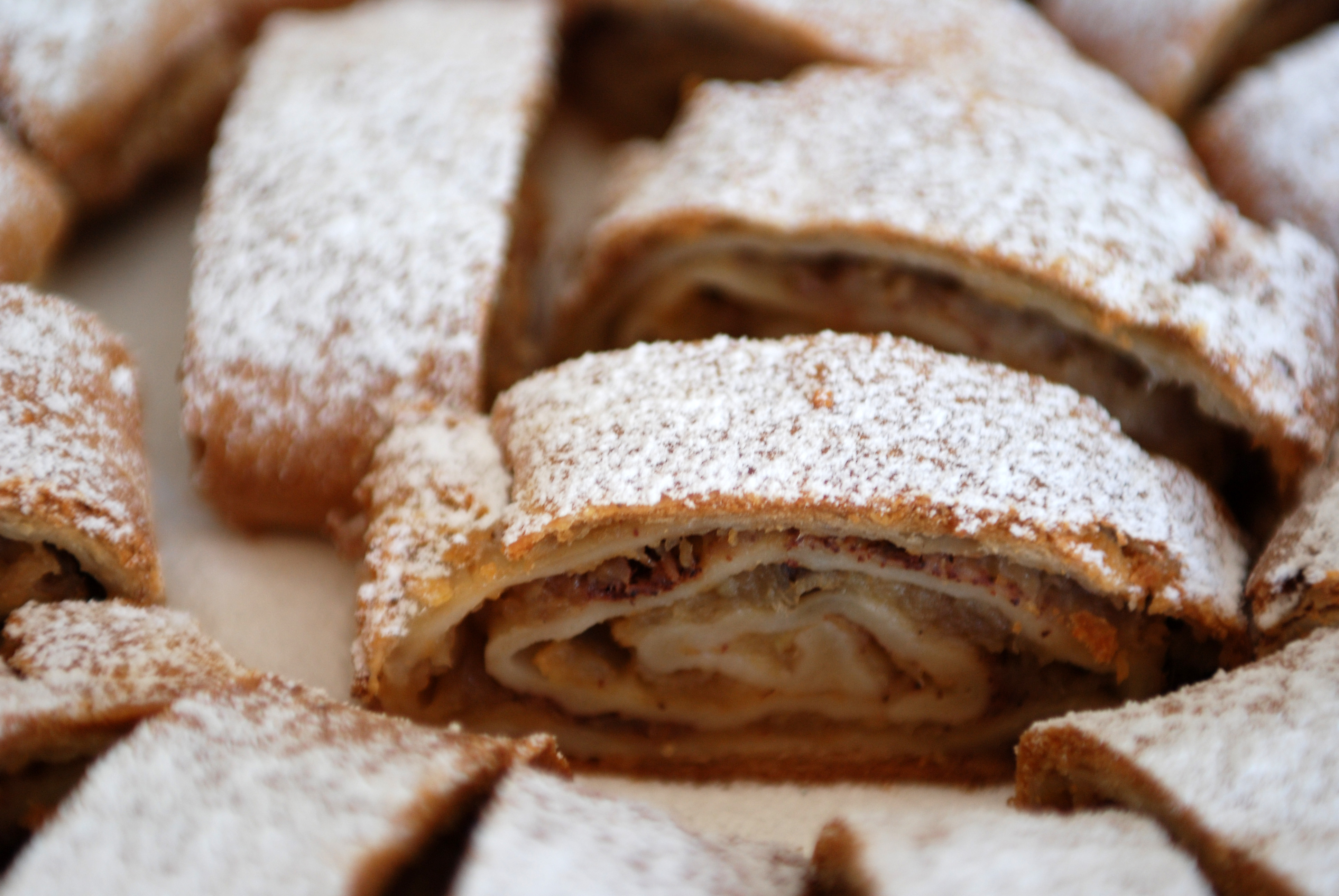
維也納蘋果卷

果餡卷（德語：Strudel）是一種流行在德語圈的點心，於18世紀時開始在哈布斯堡王朝內流行，是奧地利飲食中最具代表性的食物之一。
果餡卷的派皮層疊作法，靈感源於奥斯曼帝国的果仁蜜餅，最早的果餡卷食譜可追溯至1696年，現在保存在維也納市圖書館。果餡卷大多為櫻桃、杏桃、葡萄乾等甜餡，也有菠菜、豬肉等鹹餡，最著名的果餡卷點心是維也納蘋果卷。